# 아버지는 나의 영웅
《아버지는 나의 영웅》(Mon Pere Ce Heros, My Father The Hero)은 프랑스에서 제작된 제랄드 로지에 감독의 1991년 코미디, 드라마 영화이다. 제라르 드빠르디유 등이 주연으로 출연하였고 장 루이 리비 등이 제작에 참여하였다.

## 출연

### 주연
- 제라르 드빠르디유
- 마리 질랭

### 조연
- 카트린느 야곱
- 제라르 헤롤드
- 베누아 알레만스
- 해리엇 바클러
- 술턴 비하리

## 기타
- 미술: 크리스티앙 마르티
- 의상: 질 누아